# Leroy Combs
Edwin Leroy Combs (nacido el 1 de enero de 1961 en Oklahoma City, Oklahoma) es un exjugador y entrenador de baloncesto estadounidense que jugó una temporada en la NBA, otra más en la liga australiana y el resto de su carrera transcurrió en ligas menores estaduonidenses como la USBL o la CBA. Con 2,03 metros de altura, juega en la posición de ala-pívot.

## Trayectoria deportiva

### Universidad
Jugó durante cuatro temporadas con los Cowboys de la Universidad Estatal de Oklahoma, en las que promedió 14,5 puntos, 7,7 rebotes y 1,7 tapones por partido. En su última temporada fue elegido MVP del Torneo de la Big 8 Conference tras promediar en los tres partidos de la competición 23 puntos, 11 rebotes y 3,6 robos de balón.

### Profesional
Fue elegido en la vigésimo sexta posición del Draft de la NBA de 1983 por Indiana Pacers, donde jugó una temporada como suplente, promediando 4,5 puntos y 1,2 rebotes por partido.
Tras ser despedido al finalizar la temporada, se marchó a jugar a los Detroit Spirits de la CBA, pasando a jugar en la USBL en 1987, siendo elegido en el mejor quinteto defensivo del campeonato ese año.
El resto de su carrera transcurrió en ambas ligas menores, salvo una temporada que jugó en la liga australiana.

### Entrenador
Tras retirarse, entrenó en diferentes high school y fue asistente en varias universidades como Louisiana Tech. Entre 1993 y 1995 fue entrenador principal de los Oklahoma City Cavalry de la CBA. En la actualidad dirige un campus de baloncesto de verano para niños que lleva su nombre.

## Estadísticas de su carrera en la NBA

### Temporada regular
| Temporada | Edad | Equipo         | Liga | P  | TIT | MIN | TC  | TCA | %TC  | 3P  | 3PA | %3P  | TL  | TLA | %TL  | R.OF. | R.DEF. | REB | ASIS | ROB | TAP | PER | FP  | PTS |
| 1983-84   | 23   | Indiana Pacers | NBA  | 48 | 0   | 9.3 | 1.7 | 3.4 | .497 | 0.0 | 0.1 | .000 | 1.2 | 1.9 | .615 | 0.4   | 0.8    | 1.2 | 0.8  | 0.5 | 0.4 | 1.0 | 1.0 | 4.5 |
| Total     |      |                | NBA  | 48 | 0   | 9.3 | 1.7 | 3.4 | .497 | 0.0 | 0.1 | .000 | 1.2 | 1.9 | .615 | 0.4   | 0.8    | 1.2 | 0.8  | 0.5 | 0.4 | 1.0 | 1.0 | 4.5 |